# スポットシルバニア・コートハウスの戦い
スポットシルバニア・コートハウスの戦い（スポットシルバニア・コートハウスのたたかい、英:Battle of Spotsylvania Court House、または単にスポットシルバニアの戦い、英:Battle of Spotsylvania）は、南北戦争の中盤1864年5月8日から21日に、北軍ユリシーズ・グラント中将が、南軍ロバート・E・リー将軍の北バージニア軍に対して起ち上げたオーバーランド方面作戦の2番目の戦いである。戦場はバージニア州中部のラピダン川とラッパハノック川の地域であり、1862年から1864年の間に両軍共に10万名以上が倒れた場所でもあった。
この戦闘は全長がおよそ4マイル (6 km)の塹壕線に沿って行われ、リーの北バージニア軍が、グラントとジョージ・ミード少将のポトマック軍の春の攻勢を止めようという2回目の試みだった。流血が多く引き分けに終わった荒野の戦いから1週間も経たないうちに起こっており、南軍は52,000名、対する北軍は100,000名が参加した。

## 背景
リーが「荒野」で一旦北軍の前進を止めた後で、グラントはその時の陣地の特長を生かし、リー軍の右手に回り込むことで南への移動を続け、アメリカ連合国の首都リッチモンドに近付いていくことにした。荒野の戦いが終わった1日後の5月7日の夜には既に軍隊の移動を始めさせ、5月8日に、ガバヌーア・ウォーレン少将の指揮する第5軍団を10マイル (16 km)南東のスポットシルバニア占領に派遣した。リーはグラント軍の動きを予測しその妨害のために軍隊を送った。J・E・B・スチュアート少将の騎兵隊とリチャード・H・アンダーソン少将の指揮する第1軍団（通常はジェイムズ・ロングストリート中将の指揮、荒野の戦いで負傷していた）がその任に当たった。

## 戦闘
南軍がスポットシルバニアに向けた競争に勝ち、5月9日、両軍はそれぞれこの小さな町の北に新しい陣地を取った。北軍が防衛軍の配置を見定めようとこの日に南軍の散兵線に探りを入れているときに、「奴らはこの距離では象でも当たらない」という皮肉な発言を言ったばかりだった第6軍団指揮官ジョン・セジウィック少将が南軍の狙撃手の弾に当たって戦死した。指揮官はホレイショ・G・ライト少将が継いだ。リーは4マイル (6 km)以上の塹壕線に沿って部隊を配置し、攻撃してくる部隊を縦射できる位置に大砲を据えた。リーの前線には一つだけ大きな弱点があった。「ミュールシュー」と呼ばれる突出部が主塹壕線の前面から (1.6 km)1マイル以上も飛び出していることだった。リーは5月10日の戦闘中にこの弱点を認識した。このとき、北軍エモリー・アプトン大佐が指揮する12個連隊が集中し激しい砲火の支援を受けて、前面が狭くなっているミュールシューの先端部に強襲を掛けた。実際に南軍の前線を破り、南軍の第2軍団はこれを排除するために大変難渋した。アプトンの攻撃は後に准将に昇進する要因となり、敵の塹壕線を破る方法として軍事教科書にも載った。同じような戦術は第一次世界大戦の1918年3月、ドイツ軍の成功したマイケル作戦で使われた。北軍による5月10日の他の攻撃はあまり成功せず、その日は全体的にグラントが衝動的に命じた協調性の無い正面攻撃が特徴だった。繰り返された攻撃は特に南軍の左翼で無効であり、ウォーレン将軍がローレルヒルと呼ばれる陣地に何度も攻撃して失敗した。

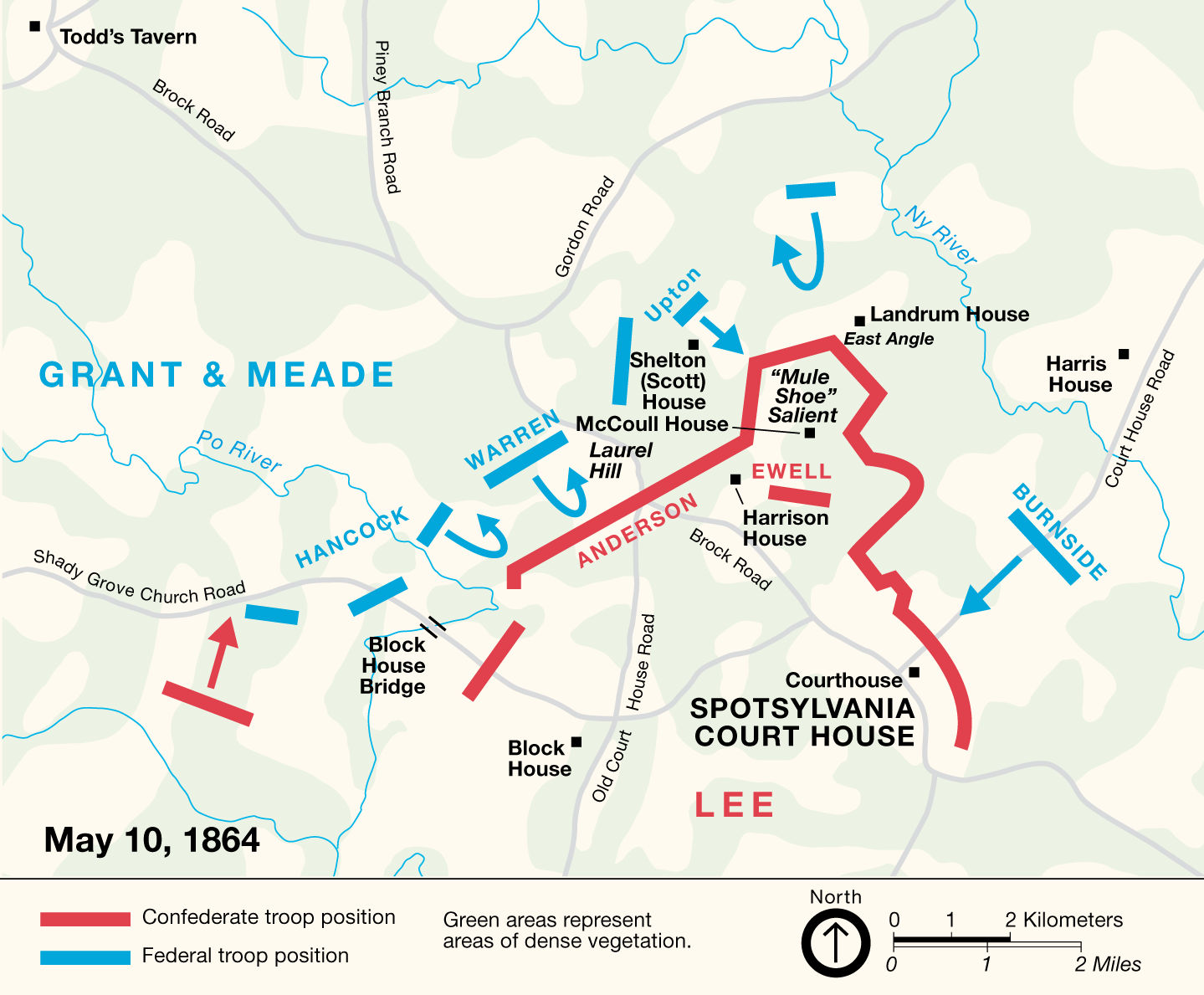
スポットシルバニア・コートハウスの戦い、5月10日

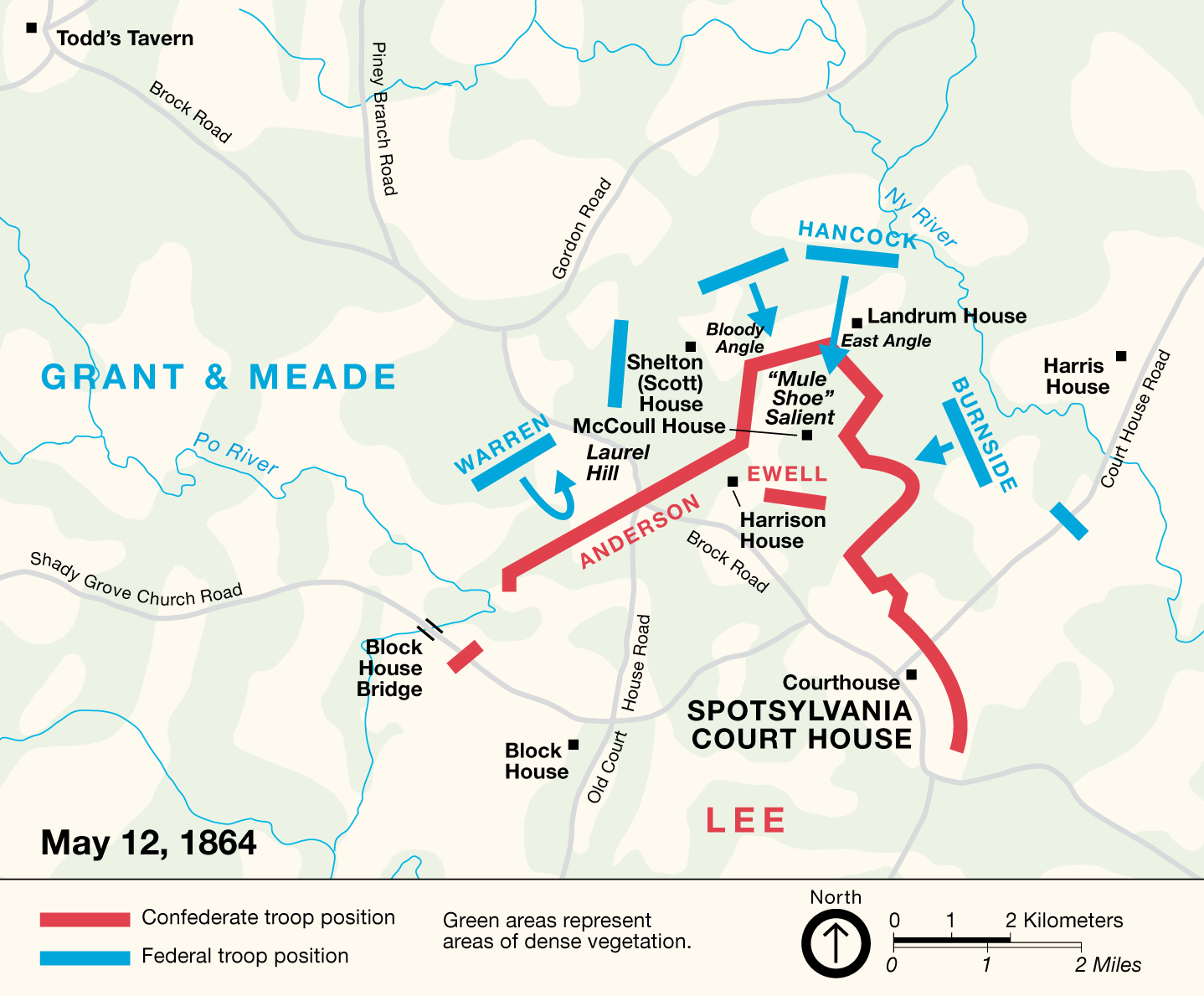
スポットシルバニア・コートハウスの戦い、5月12日

5月11日、グラントはアプトンが使った戦術を1個軍団レベルで行うと考えミュールシュー突出部を目標とした新しい攻撃の作戦を立て始めた。リーは、グラントが動かないことを、北軍が撤退かあるいは東部へずれていくために後退の準備をしている印と解釈したが、その結果ミュールシューの重要な部分から支援用の大砲を引き上げて弱体化してしまった。5月12日、グラント軍のミュールシューに対する夜明けの襲撃は当初完全な成功だった。ウィンフィールド・スコット・ハンコック少将に率いられた北軍第2軍団が、5月10日にアプトン隊が攻撃したのと同じやり方でミュールシューを攻撃した。この時は、南軍の大砲の支援がなかったこともあっただけでなく、南軍兵の施条マスケット銃が前夜の雨で湿っており発砲できなかったために、南軍の破れ目は完全であった。ハンコックの第2軍団は4,000名近くを捕虜にし、南軍第2軍団のエドワード・"アレゲニー"・ジョンソンの師団を破壊した。師団指揮官と1人の旅団指揮官が捕虜になった。その後の戦闘は膠着状態になった。これはグラントがこの成功の利点を活かす第2波の攻撃を適切に準備していなかったことも原因だった。グラントはこの気運を維持することを切望し、ライトの第6軍団とアンブローズ・バーンサイド少将の第9軍団からの支援攻撃を命じたが、この攻撃は協調が取れて居らず、攻撃の気運を再度掴むことができなかった。リーはその破れ目に数千の兵士を動かし塞がせることができた。中でもジョン・ブラウン・ゴードン准将の師団を使った反撃が著名であり、またスティーブン・D・ラムシュール准将の優れた統率力も大きな力になった。
リーは事態の重大さのために自ら兵士を率いて反撃しようとまで考えた。しかし、その部下達がそのことの危険性を認識し、リーが後方の安全な場所に移動するまで前進することを拒んだ。「リーを後方へ」という逸話が幾つか後に有名になったが、リーの兵士達がリーに感じていた個人的結び付きの強烈な一例である。ミュールシューの戦闘は一昼夜続き、南軍が失っていた地盤を緩りと回復し、北軍の第2軍団と経過の中で第6軍団に大きな損失を与えた。この戦闘は南北戦争の中でもこれまで見られなかったような激しい火力で特徴付けられ、辺り全体が平坦になってしまい、植物は全て破壊された。両軍共に死体がゴロゴロしている同じ塹壕の上を一進一退し、白兵戦となり、死体が高く積み重なったので、負傷兵がその重みで泥の中に沈んでしまい溺れ死んだというような多くの戦場の話が伝わっている。北軍第2軍団と第6軍団のとった角度が「スポットシルバニアの血のアングル」と呼ばれるようになり、おそらくは南北戦争全体の中でも最も野蛮な戦闘が起こった。
5月13日午前3時までにリーの崩壊した第2軍団で残っていた兵士達がミュールシュー突出部の付け根に後退線の構築を終え、リーは疲れ切った兵士達をその背後に退かせた。10,000名以上の兵士がミュールシューで倒れ、ミュールシューは戦闘無しで北軍に渡された。5月18日、グラントは新しい防衛線に対し2個軍団を送って攻撃させたが損失を出して撃退された。「夏中掛かったとしてもこの前線で戦いぬけ」と断言していたグラントも、リー軍をそのスポットシルバニア戦線から追い出すことはできないと確信するようになった。
グラントがリー軍に止められたのは2回目であり、2週間前と同じように反応した。その軍隊の重心を敵の右方に移し、リー軍が塞ぐことのできない南東方向へ道路沿いに移動した。5月20日から21日までに、両軍はさらに12マイル (19 km)リッチモンドに近付くノースアンナ川に沿った陣地へ移動し始めた。

## 戦闘の後
リーは再度その作戦でグラント軍に大きな損失を与えた。今回は総数18,000名以上となり、そのうち3,000名近くが戦死した。2週間の戦闘でグラント軍は35,000名を失い、さらに20,000名は徴兵期限が切れて故郷に帰った。実際にグラント軍はノースアンナのある時点で有効勢力65,000名を切った。しかし、リー軍もこれらの戦闘で無傷では過ごせなかった。スポットシルバニアでは10,000名ないし13,000名を失い、南軍は他の前線から主力軍の補強のために兵力を引き抜かなければならなかった。事態をさらに悪くしたのは、南軍の古参兵部隊やその最良の士官たちから大きな損失を蒙ったことであった。このことでグラントは、少なくなった軍隊がまずく配置され攻撃されれば脆弱であったはずのノースアンナで大惨事にならずに済んだ。リーは北バージニア軍が攻撃できる状態になかったために攻撃しなかった。実際にリー軍はこの2週間の間に失った主体性を取り戻すことは無かった。
このスポットシルバニア・コートハウスの戦いの損失については資料により推計値が異なる。下表は一般にある多くの史料からの要約である。
| 史料                                 | 北軍  | 北軍   | 北軍           | 北軍      | 南軍  | 南軍  | 南軍           | 南軍     |
| 史料                                 | 戦死  | 負傷   | 不明または捕虜 | 合計      | 戦死  | 負傷  | 不明または捕虜 | 合計     |
| ------------------------------------ | ----- | ------ | -------------- | --------- | ----- | ----- | -------------- | -------- |
| 国立公園局                           |       |        |                | 18,000    |       |       |                | 12,000   |
| Bonekemper, 勝利者（肉屋ではない）   | 2,725 | 13,416 | 2,258          | 18,399    | 1,467 | 6,235 | 5,719          | 13,421   |
| Eicher, 最も長い夜                   |       |        |                | 17,500    |       |       |                | 10,000   |
| Esposito, ウェストポイント・アトラス |       |        |                | 17–18,000 |       |       |                | 9–10,000 |
| Fox, 連隊の損失                      | 2,725 | 13,416 | 2,258          | 18,399    |       |       |                |          |
| Smith, グラント                      | 2,271 | 9,360  | 1,970          | 13,601    |       |       |                |          |

スポットシルバニア・コートハウス戦場の一部は、フレデリックスバーグおよびスポットシルバニア国立軍事公園の一部として保存されている。